# Bojenbildende Entenmuschel
Die Bojenbildende Entenmuschel (Dosima fascicularis) ist – neben Dosima guanamuthui (Daniel 1971) – die einzige Art der Gattung Dosima und gehört in die Ordnung der Entenmuscheln. Sie gilt als die höchstspezialisierte Entenmuschel im Pleuston.

## Geschichte
Eine erste Dokumentation 1767 eines Fundes am Strand in Norwegen stammt von Peter Ascanius. Die Erstbeschreibung der Art stammt von John Ellis und Daniel Solander und wurde 1786 (jeweils postum) als Lepas fascicularis veröffentlicht. Charles Darwin ordnete die Art 1852 aber der Gattung Dosima (Gray 1825) zu.

## Verbreitung
Dosima fascicularis ist kosmopolitisch, die Fortpflanzungsgebiete liegen aber in den Hochseebereichen der Tropen und Subtropen, die Nordsee scheint dafür zu kalt zu sein. Dennoch werden sie seit langem regelmäßig als Treibgut im Spülsaum der Küsten Nordeuropas gefunden, auch an den Küsten der deutschen Nordsee.
Dosima fascicularis gilt laut Nehring und Leuchs (1999) für die Nordsee als „Neozoon simulatum“, also eine Art, die ohne erkennbares menschliches Zutun in einem Gebiet neu erscheint („natürliche Arealerweiterung“). Minchin (1996) vermutet dagegen, dass das vermehrte Auftreten von Teerklumpen und Plastikmüll in den Ozeanen die Verbreitung von Dosima fascicularis an nordeuropäischen Küsten begünstigt.
Untersuchungen an der irischen Küste haben gezeigt, dass der Cirripede (crustacea) zu 63 % an Teerklumpen – mit einem Durchmesser von mehr als 25 mm – und zu 21 % an Plastikmüll anhaften. Vermutlich durch dieses verbesserte Angebot konnte dieses Krebstier seinen Lebensraum erweitern.

## Lebensweise
Bojenbildende Entenmuscheln gehören zum Pleuston beziehungsweise Neuston, der Gesamtheit aller Lebewesen, die in der obersten Schicht des (Meeres-)Wassers leben. Die aktiv fortbewegungsfähigen Larven (Naupliuslarven) ernähren sich filtrierend. Nach der Umwandlung in die Cyprislarve suchen sie sich schwimmfähiges Material als Floß, meist Makroalgen (z. B. Fucus) oder Treibholz, sehr selten auch Schiffsrümpfe, an dem sie sich festhalten und ihre Metamorphose zum adulten Tier durchmachen. Die dann sessilen Tiere haften mit ihrem Stiel fest an ihrem Floß und nutzen dieses in Art einer Treibboje als Transportvektor. Während des weiteren Wachstums bilden sie ein schaumstoffartiges, gasgefülltes Gebilde (Schaumfloß), das selbst schwimmfähig ist. Die Fähigkeit, ein solches zusätzliches Floß zu bilden, unterscheidet Dosima von anderen treibenden Entenmuscheln wie Lepas anatifera oder Lepas anserifera. Die Exemplare von Dosima fascicularis hängen einzeln oder in Gruppen an ihrer Boje kopfunter im Neuston und filtern mit ihren Cirren Plankton (Suspensionsfresser). Die Farbe der Kalkplatten (Carapax) kann zwischen blass gelblich und purpurbraun liegen. Häufig findet sich auch eine bläuliche Färbung.